# 中瀬泝
中瀬 泝（なかせ のぼる、1896年（明治29年）3月6日 - 1983年（昭和58年）9月17日)は、大日本帝国海軍の軍人。最終階級は海軍少将。宮崎県椎葉村出身。

## 概要
旧制宮崎県立都城中学校より海軍兵学校第45期入校。席次は入校時100名中7番、卒業時89名中9番。
中瀬はロシア革命の結果誕生したソ連に脅威を抱いた日本海軍が、ソ連専門家として育成した最初の人物である。2度目のソ連駐在直前には軍令部第3部第7課勤務となるが、第7課はソ連関係の諜報を担当する部署である。

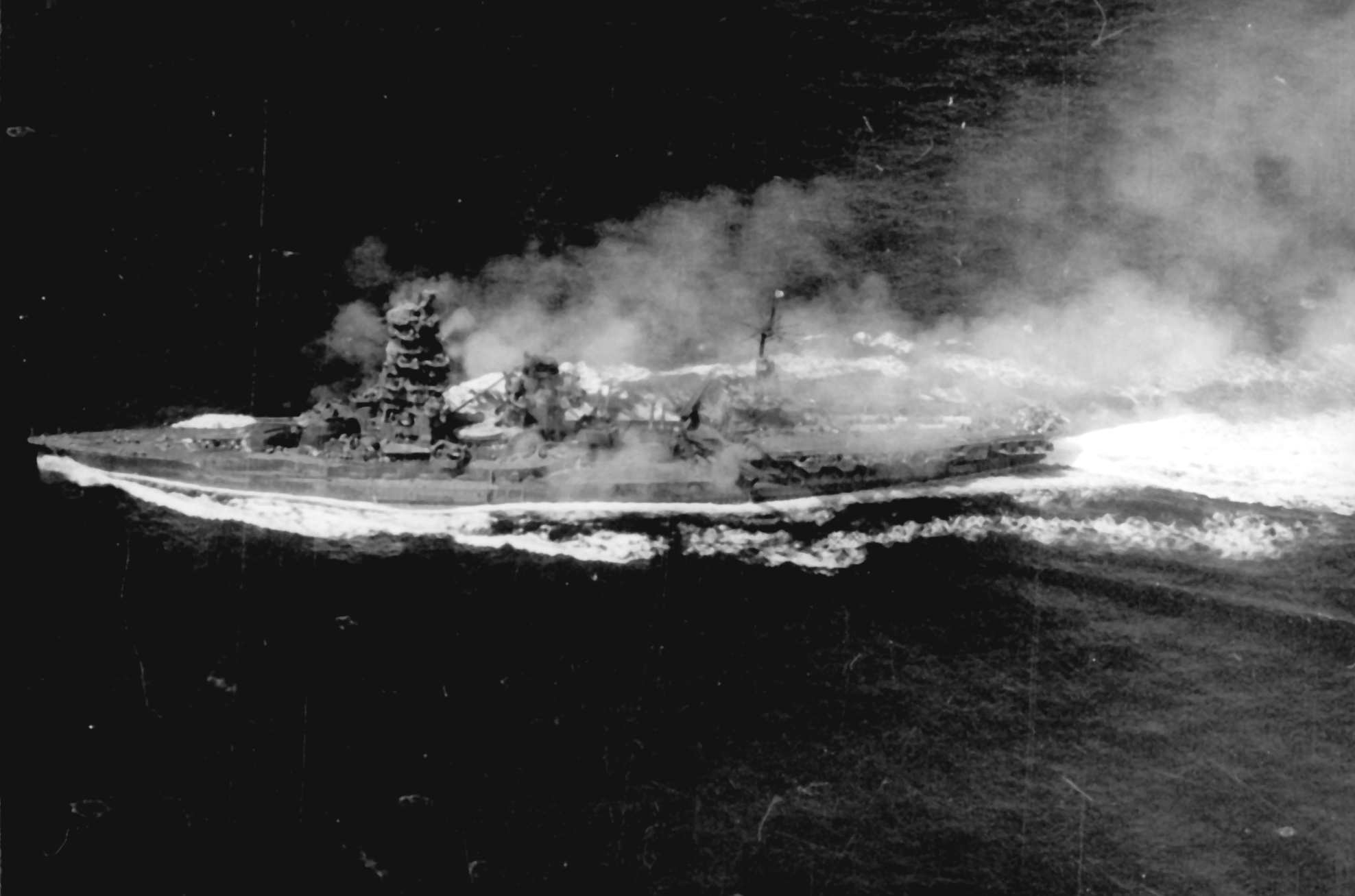
捷一号作戦で、中瀬艦長が操艦する戦艦「伊勢」

太平洋戦争開戦時は、全海軍士官の人事を掌握する海軍省人事局第一課長を務めている。
航空戦艦「伊勢」艦長在任中は、囮部隊である小沢艦隊の一員としてレイテ沖海戦に参戦した。小沢艦隊は囮任務に成功したが、米軍機動部隊の攻撃にさらされ空母4隻を失い、その後の航空攻撃は「伊勢」に集中することとなった。中瀬は延べ150機以上と考えられる攻撃をことごとく回避し、逆に米機多数を撃墜。中瀬は米機動部隊指揮官であるハルゼー提督をして、「老練なる艦長の回避行動により、ついに一発の命中弾も得ず」と嘆じさせたが、艦長として老練どころか新米艦長であった。北号作戦においては、搭載航空機の代りにドラム缶に詰めた原油を輸送する任務を担当したが、司令官松田千秋の下、艦橋で不眠不休で指揮にあたり作戦の成功に貢献した。
1947年（昭和22年）11月28日、公職追放仮指定を受けた。

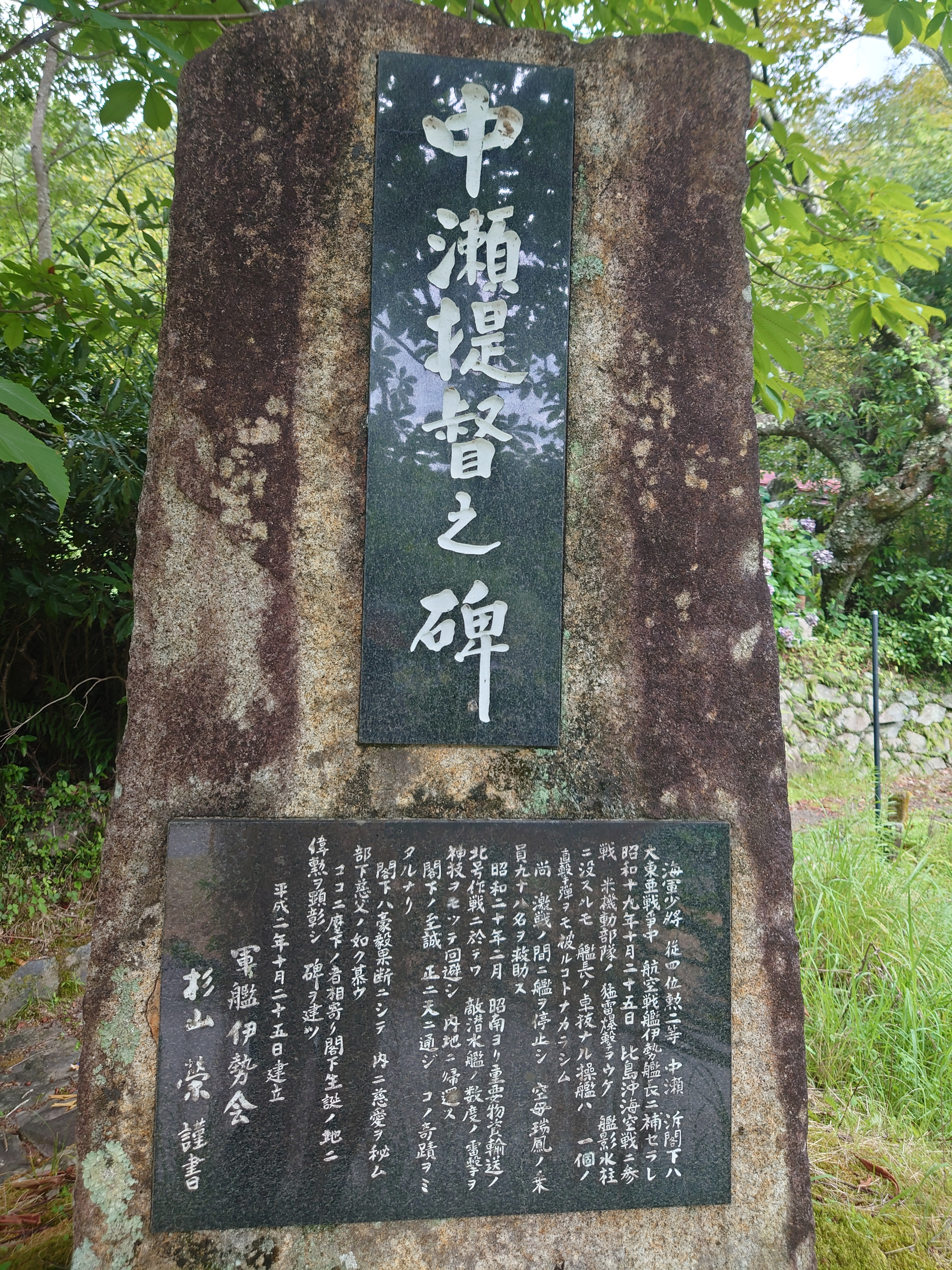
出身地である宮崎県椎葉村、中瀬邸敷地内にある中瀬提督の碑

## 年譜
- 1896年(明治29年)3月6日- 宮崎県西臼杵郡（現在は東臼杵郡）椎葉村生
- 1914年(大正3年)9月10日- 海軍兵学校入校
- 1917年(大正6年)11月24日- 海軍兵学校卒業  海軍少尉候補生・装甲巡洋艦「浅間」乗組・練習艦隊近海航海出発 徳山~青島~大連~仁川~鎮海~釜山~竹敷~別府~大阪~鳥羽方面巡航
- 1918年(大正7年)2月8日- 帰着
  - 3月2日- 練習艦隊遠洋航海出発 サンフランシスコ~ロスアンゼルス~サンチャゴ~マンサニーリョ~アカプルコ~パナマ~ハワイ~ヤルート~トラック~サイパン~小笠原方面巡航 
  - 7月6日- 帰着
  - 7月11日- 巡洋戦艦「金剛」乗組
  - 8月1日- 任 海軍少尉
- 1919年(大正8年)2月5日- 戦艦「三笠」乗組
  - 9月25日- 装甲巡洋艦「八雲」乗組
- 1920年(大正9年)5月7日- 第2駆逐艇隊附
  - 12月1日- 任 海軍中尉・海軍砲術学校普通科学生
- 1921年(大正10年)5月20日- 海軍水雷学校普通科学生
  - 12月1日- 戦艦「摂津」分隊長心得
- 1922年(大正11年)3月20日- 海軍大学校選科学生 東京外国語学校ロシア語学科聴講生
- 1923年(大正12年)12月1日- 任 海軍大尉・在ポーランド日本公使館附海軍駐在武官
- 1925年(大正14年)10月15日- 在ソヴィエト日本大使館附海軍駐在武官補佐官
- 1926年(大正15年)5月1日- 帰朝
  - 7月20日- 第1艦隊司令部附
  - 12月1日- 戦艦「長門」分隊長
- 1927年(昭和2年)12月1日- 第2駆逐隊附
- 1928年(昭和3年)11月1日- 海軍省軍令部第3班第6課
- 1929年(昭和4年)11月30日- 任 海軍少佐・海軍大学校甲種第29期学生
- 1931年(昭和6年)11月27日- 海軍大学校甲種卒業 卒業時成績順位20名中第4位
  - 12月1日- 1等駆逐艦「島風」艦長
- 1932年(昭和7年)12月1日- 海軍省軍令部第3班第7課 兼海軍大学校教官
- 1933年(昭和8年)10月1日- 海軍軍令部第3部第7課 兼海軍大学校教官
- 1934年(昭和9年)4月10日- 在ソヴィエト日本大使館附海軍駐在武官
  - 11月15日- 任 海軍中佐
- 1936年(昭和11年)4月25日- 帰朝
  - 8月1日- 海軍軍令部第7課 兼海軍大学校教官
- 1938年(昭和13年)12月15日- 重巡洋艦「妙高」副長
- 1939年(昭和14年)5月15日- 海軍軍令部出仕兼第5艦隊司令部附
  - 11月15日- 任 海軍大佐・海軍軍令部出仕 兼海南特務部附
- 1940年(昭和15年)3月20日- 廈門方面根拠地隊副長兼参謀
  - 10月15日- 横須賀鎮守府附
  - 11月15日- 佐伯海軍航空隊司令
- 1941年(昭和16年)4月7日- 第2遣支艦隊司令部附
  - 4月17日- 第14航空隊司令
  - 9月15日- 海軍省人事局第1部出仕
  - 10月15日- 海軍省人事局第1課長
- 1943年(昭和18年)11月18日- 連合艦隊司令部附
  - 12月25日- 戦艦「伊勢」艦長
- 1944年(昭和19年)10月15日- 任 海軍少将
- 1945年(昭和20年)2月25日- 呉鎮守府附
  - 3月7日- 海軍軍令部出仕
  - 4月15日- 海軍軍令部第3部長 兼大本営海軍参謀
  - 10月1日- 海軍省出仕
  - 10月15日- 予備役編入
- 1983年(昭和58年)9月17日- 死去 享年87